# Qiantang, Guangdong
Qiantang (kinesiska: 乾塘) är en köping i sydöstra Kina. Den ligger i stadsdistriktet Potou i staden Zhanjiang i provinsen Guangdong, omkring 350 kilometer sydväst om provinshuvudstaden Guangzhou. Antalet invånare är 30 116. Befolkningen består av 14 679 kvinnor och 15 437 män. Barn under 15 år utgör 21,0 %, vuxna 15-64 år 69 %, och äldre över 65 år 9,0 %.